# Société del Chemins de Fer du Burkina

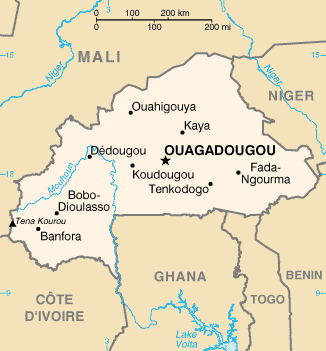

La Société del Chemins de Fer du Burkina (SCFB) è stata dal 1989 al 1992 l'amministrazione ferroviaria nazionale del Burkina Faso. Aveva sede in Ouagadougou.
Venne fondata nel 1989 per gestire il troncone della Ferrovia Abidjan-Niger assegnato al Burkina Faso, dopo la rottura dell'accordo internazionale con la Costa d'Avorio: il Burkina a partire dal 1986 avrebbe voluto costruire una deviazione dalla tratta principale Abidjan-Ouagadougou-Niger per collegare le miniere di manganese di Tambao alla rete, per circa 375 km di distanza.

## La situazione societaria
La ferrovia, allora sotto controllo della Régie des chemins de fer Abidjan-Niger, era gestita da un accordo paritario tra i governi del Niger e della Costa d'Avorio: questi ultimi, non intenzionati a coprire una parte dei costi per un servizio che sarebbe stato a vantaggio principalmente dell'altra nazione si opposero, provocando lo scioglimento del consorzio.
La SCFB ha ottenuto dalla separazione delle due amministrazioni una tratta della lunghezza complessiva di 622 km, detta Ferrovia del Mossi, collegata sia col confine del Niger che con quello ivoriano e passante per la capitale. La restante tratta, 660 km, fu attribuita alla Société Ivorienne des Chemins de Fer (SICF). La linea è interamente a scartamento da 1000 mm.
Nel marzo 1988, dopo due anni di operazioni, i governi ricominciarono a trattare la riunificazione delle due ferrovie: la proposta di riunione fu mal vista dalle società straniere che vantavano interessi finanziari sull'impresa, le quali avanzarono seri dubbi sull'efficienza di una rete unificata, che secondo l'opinione comune non avrebbe potuto affrontare gli interessi contrapposti su questioni quali, ad esempio, la costruzione della deviazione di Tambao.
La suddivisione delle due ferrovie provocò gravi problemi organizzativi ad entrambe le amministrazioni, che si ritrovarono indebolite sia nella capacità di movimentare mezzi e persone, sia sulle questioni economiche. Questi problemi si trasformarono in una netta perdita di efficienza, che spinse la clientela a rivolgersi verso il trasporto su strada, rendendo ancora più precarie le condizioni della società.
All'inizio degli anni novanta venne costituito un ufficio per il traffico internazionale, in comune tra le due nazioni, con lo scopo di ottimizzare gli investimenti nel marketing e nella comunicazione societaria, e soprattutto per coordinare lo scambio di carri merci tra le due amministrazioni.
L'ufficio dimostrò come la riunificazione avrebbe potuto eliminare i gravi problemi insorti con la separazione: SCFB e SICF ricominciarono, nel 1992 a discutere una riunificazione. Poiché era evidente che un'amministrazione internazionale non avrebbe potuto che crollare di nuovo sotto le contrastanti richieste, si decise di affidare la rinata ferrovia ad una società commerciale a compartecipazione statale.
La società, chiamata SITARAIL, includeva investitori francesi, belgi, ivoriani e burkinabé, così suddivisi:
- 15% delle azioni in possesso del governo ivoriano tramite la Société ivoirienne de patrimoine ferroviaire (SIPF)
- 15% delle azioni in possesso del governo burkinabé tramite la Société de gestion du patrimoine ferroviaire du Burkina (SOPAFER)
- 16% delle azioni a investitori locali
- 51% delle azioni a investitori stranieri
- 3% distribuite tra il management

La formula sembrò funzionare, tanto che il 12 dicembre 1994 le precedenti società (SCFB e SICF) furono liquidate, la SITARAIL rilevò il materiale rotabile e le infrastrutture delle due compagnie, cominciando a gestire il servizio operativo. La società ottenne una concessione quindicennale, con verifiche di operatività a intervalli quinquennali e con ritrattazione sui costi di concessione ogni tre.
SITARAIL paga ai due governi una tariffa annuale per l'utilizzo delle linee, una per il noleggio dei veicoli e una per il finanziamento degli investimenti sulle linee, realizzati con contributi statali.

## Il servizio
Il servizio principale della SCFB era il collegamento giornaliero tra Ouagadougou e Abidjan, passando per Bobo-Dioulasso, Banfora e Koudougou, affiancato da un treno per Kaya che effettuava due corse la settimana, lungo quella che sarebbe dovuta essere la parte iniziale del raccordo con Tambao.
A metà degli anni novanta, la separazione delle amministrazioni, la scarsa coordinazione e la recessione economica hanno disincentivato i collegamenti internazionali tra Burkina e Costa d'Avorio.
Nel 1991 la compagnia vide una flessione del volume d'affari, perdendo quasi il 30% degli introiti: l'anno successivo la situazione migliorò leggermente, fino a tornare ai livelli pre-divisione nel 1993. In quell'anno la ferrovia effettuò 753.000 trasporti passeggeri.
Il traffico merci, vista l'assenza del collegamento con le miniere, era effettuato prevalentemente via strada, da Tambao a Kiya, per un totale di 200.000 tonnellate/anno nel 1993 (il 33% in meno rispetto all'anno successivo).
Nel 1991 la società riprese i progetti per la costruzione del collegamento con Tambao, acquistando 6000 tonnellate di binari usati dal Canada. L'ONU finanziò la prima parte della tratta, fino a Kaya, fornendo i fondi per i contratti di consulenza necessari. La tratta venne completata nel 1993, ma i fondi residui non permisero il completamento dell'opera: vennero costruiti solo 110 km del 375 necessari. L'appalto di consulenza venne acquisito dalla Canac International, la società che tre anni prima aveva costruito la rete di telecomunicazione a onde corte e a modulazione di frequenza per la gestione del traffico sulla linea.
Nel 1992 una cordata di banche ha finanziato 31,7 milioni di dollari per potenziare la linea tra la capitale e Niangoloko, per rilanciare l'economia della zona.
Già con la salita al potere, in Costa d'Avorio, del governo corrotto di Henri Konan-Bédié nel 1993, e ancora di più con i tumulti dei primi anni del XXI secolo, la domanda di collegamenti internazionali si ridusse moltissimo, danneggiando i bilanci dell'azienda.

## La flotta
La SCFB possedeva nel 1994 29 locomotive e sei automotrici diesel, oltre a 771 vagoni e 61 carrozze: tuttavia, solo meno di 25 carrozze e 350 carri erano in condizione di circolare. Con la concessione a SITARAIL il governo ha acquisito 30 nuovi carri per minerali, 60 carri per trasporto liquidi e tre locomotive diesel elettriche.
A metà degli anni novanta ci fu un progetto congiunto con la Projects & Equipment Corporation of India per la costruzione di una filiera produttiva per rotabili, destinata dapprima ad effettuare il semplice assemblaggio e in seguito l'intero processo produttivo.